# Leptodiaptomus sicilis
Leptodiaptomus sicilis är en kräftdjursart som först beskrevs av S. A. Forbes 1882.  Leptodiaptomus sicilis ingår i släktet Leptodiaptomus och familjen Diaptomidae. Inga underarter finns listade i Catalogue of Life.